# Toni Harding
Toni Harding es una deportista británica que compitió en remo. Ganó una medalla de bronce en el Campeonato Mundial de Remo en Sala de 2019, en la prueba de ligero 2000 m.

## Palmarés internacional
| Campeonato Mundial | Campeonato Mundial          | Campeonato Mundial | Campeonato Mundial |
| Año                | Lugar                       | Medalla            | Prueba             |
| ------------------ | --------------------------- | ------------------ | ------------------ |
| 2019               | Long Beach (Estados Unidos) | Medalla de bronce  | Ligero 2000 m      |